# 本多真実
本多 真実（ほんだ まさみ、1991年5月18日 - ）は、日本の女子バスケットボール選手である。トヨタ紡織サンシャインラビッツ所属。ポジションはF。コートネームはジュン。175cm。

## 人物
奈良県出身。
愛知の名門・桜花学園高等学校では3年間にインターハイ・国体・ウィンターカップの高校8冠に輝く。同期に渡嘉敷来夢、岡本彩也花ら。
高校卒業後、早稲田大学に進み、バスケットボール部で2年時に全日本大学選手権優勝。
4年時にユニバーシアード日本代表に選ばれる。
卒業後、デンソーに入社。2015年もユニバーシアード代表に選出。
2016年、トヨタ紡織サンシャインラビッツに移籍。

## 経歴
- 桜花学園高校 - 早稲田大学 - デンソー（2014年〜2016年） - トヨタ紡織（2016年～）

## 日本代表歴
- 2013ユニバーシアード
- 2015ユニバーシアード